# أندرس سكارسيث
أندرس سكارسيث (بالنرويجية: Anders Skaarseth) (و. 1995  م) هو راكب دراجة هوائية نرويجي، ولد في ليلهامر.

## سجل الفوز

### سباقات أو مراحل فاز بها
| التاريخ        | السباق                                   | المركز                                                               |
| -------------- | ---------------------------------------- | -------------------------------------------------------------------- |
| 24 مايو 2015   | طواف النرويج 2015                        | الثاني في تصنيف أفضل شاب، الثالث في تصنيف الجبال                     |
| 31 مايو 2015   | 2015 Peace Race U23                      | العاشر في التصنيف العام                                              |
| 01 يناير 2016  | 2016 Kattekoers                          | المركز الثاني                                                        |
| 14 أغسطس 2016  | سباق النرويج 2016                        | الثامن في تصنيف أفضل شاب، التاسع في تصنيف النقاط                     |
| 12 مارس 2017   | باريس تروا 2017                          | التاسع في التصنيف العام                                              |
| 08 أبريل 2017  | روند فان فلانديرن بيلوفتن 2017           | الخامس في التصنيف العام                                              |
| 01 مايو 2017   | طواف دي بريتاجن 2017                     | الفائز في ترتيب النقاط، الفائز في ترتيب النقاط للشباب، المركز الثاني |
| 07 مايو 2017   | رينجيريك جراند بريكس 2017                | الثامن في التصنيف العام                                              |
| 21 مايو 2017   | طواف النرويج 2017                        | السابع في تصنيف أفضل شاب                                             |
| 04 يونيو 2017  | 2017 Peace Race U23                      | العاشر في تصنيف الجبال                                               |
| 11 سبتمبر 2017 | جي بي مارسيل كينت 2017                   | المركز الثاني                                                        |
| 20 يونيو 2021  | سباق الطريق للرجال في بطولة النرويج 2021 | المركز الثاني                                                        |

## روابط خارجية
- أندرس سكارسيث على موقع الاتحاد الدولي للدراجات (الإنجليزية)
- أندرس سكارسيث على موقع أرشيف الدراجات (الإنجليزية)
- أندرس سكارسيث على موقع إحصائيات الدراجات الإحترافية (الإنجليزية)
- أندرس سكارسيث على موقع نسبة الدراجات (الإنجليزية)